# Gankhuyagiin Gan-Erdene
Gankhuyagiin Gan-Erdene (29 marzo 1993) è un pugile mongolo.

## Palmarès
- Campionati asiatici

Bangkok 2015: bronzo nei pesi mosca leggeri.
Tashkent 2017: argento nei pesi mosca leggeri.